# Вільям Джордж Гейден
Вільям Джордж Гейден (англ. William George Hayden), відомий також як Білл Гейден (англ. Bill Hayden; 23 січня 1933, Брисбен, Квінсленд, Австралія — 21 жовтня 2023) — австралійський державний і політичний діяч, лідер Лейбористської партії з 22 грудня 1977 по 3 лютого 1983 рр., Міністр закордонних справ Австралії з 11 березня 1983 по 17 серпня 1988 рр., генерал-губернатор Австралії з 16 лютого 1989 по 16 лютого 1996 року.

## Життєпис
Вільям Джордж Гейден народився в Брисбені в штаті Квінсленд в Австралії. Його батько Джордж Гейден, ірландсько-американський моряк народився в Окленді, штат Каліфорнія, в 1881 році. Дідусь Гейдена був з Корка в Ірландії, і значною мірою в його підходах до соціальних питань і політики протягом усього життя відбивалося ірландське походження.
Гейден здобув освіту в Державній середній школі Брисбена, з 1953 по 1961 роки служив у поліції Квінсленду. Відтак він продовжив свою освіту, здобувши диплом економіста в Університеті Квінсленду.
До 1970-х років, він називав себе демократичним соціалістом.

### Політична діяльність
Став активним членом Лейбористської партії Австралії. На федеральних виборах 1961 року він здивував багатьох, в тому числі себе, вигравши місце в Палаті представників від електорального округу Окслі, розташованого на південному заході Брисбена. Він витіснив Дона Камерона, міністра охорони здоров'я в ліберальному уряді прем'єр-міністра Роберта Мензіса. Перемога Гейдена була частиною 15 місць лейбористів, майже скинули уряд Мензіса.
Він став одним з наймолодших членів палати парламенту, у 28 років Гейден виявився старанним парламентарієм і в 1969 році його переобрали. Коли лейбористи виграли вибори 1972 року, за нового прем'єр-міністра Гофа Вітлема, Гейден став міністром соціального забезпечення і в цій ролі ввів пенсії матерям-одиначкам та програму «Medicare», першу систему загального медичного страхування в Австралії. 6 червня 1975 року він обійняв посаду скарбника і протримався на ній до того, як 11 листопада 1975 року генерал-губернатор Джон Керр відправив у відставку прем'єра Гофа Вітлема, а через місяць лейбористи зазнали нищівної поразки на виборах. Гейден залишився єдиним депутатом лейбористів від Квінсленду.

### Лідер опозиції
Після поразки на виборах 1977 року Вітлем пішов у відставку з поста лідера партії і Гейдена обрали його наступником. Його політичні погляди стали поміркованішими, і він виступав за економічну політику, що охоплює приватний сектор і альянс зі США. На виборах 1980 року Гейдену вдалося скоротити парламентську більшість ліберала Малколма Фрейзера в два рази, з 48 місць до 21. Він не тільки повернув собі багато чого з того, що лейбористи втратили на двох попередніх виборах, але й поставив партію в межах досяжності перемоги на наступних виборах.
До 1982 року стало очевидно, що Фрейзер своїм маневруванням викликав дострокові вибори. Роберт Гоук, колишній профспілковий лідер, обраний до парламенту два роки тому, почав мобілізацію своїх прихильників проти лідерства Гейдена. 16 липня Гейден в партійному голосуванні відстав від Гоука, але він продовжив змову проти Гейдена.
У грудні лейбористи здивували всіх, коли не змогли виграти довибори в штаті Вікторія, чим викликали подальші сумніви щодо спроможності Гейдена виграти вибори. 3 лютого 1983 року, на зустрічі в Брисбені, найближчі прихильники Гейдена сказали йому, що він повинен піти у відставку. Він неохоче погодився. Гоука як єдиного кандидата обрали лідером. Пізніше вранці, не знаючи про події в Брисбені, Фрейзер в Канберрі призначив дострокові вибори на 5 березня. Фрейзер добре знав про внутрішню боротьбу у лейбористів, і хотів призначити вибори до того, як партія може замінити Гейдена на Гоука. Він виявив, що Гейден подав у відставку всього за кілька годин до випуску офіційної заяви.

### Посада міністра закордонних справ
У 1983 році лейбористи виграли вибори, і Гейден став міністром закордонних справ і торгівлі. На цій посаді він виступав за тіснішу інтеграцію між Австралією і її азійськими сусідами. У 1983 році в інтерв'ю «Asiaweek» він заявив, що
|  | Австралія змінюється. Ми аномальна європейська країна в цій частині світу. В Австралії вже велике і зростаюче азійське населення і неминуче, на мій погляд, що Австралія стане євразійською країною протягом наступного століття або двох. Австралійські азійці і європейці будуть одружуватися один на одному і вийде нова раса: я думаю, що це бажано. |

У 1983 році Гейден оголосив про перегляд австралійської програми іноземної допомоги, відомої як «Jackson Review». Основні рекомендації доповіді спрямовані на поліпшення професійної якості програм австралійської допомоги, були прийняті урядом. Протягом наступних кількох років, в різних виступах Гейден викладав пріоритети зовнішньої допомоги уряду.

### Посада генерал-губернатора Австралії
Після перемоги на виборах 1987 року, Гоук запропонував Гейдену посаду генерал-губернатора Австралії, на втіху і в заміну посади прем'єр-міністра. Королева Єлизавета II затвердила призначення Гейдена. Про відхід попереднього генерал-губернатора Нініана Стівена було публічно оголошено в середині 1988 року, і протягом наступних місяців Гейден пішов з парламенту і розірвав свої політичні зв'язки з Лейбористської партією. Він вступив на посаду на початку 1989 року, і вже в грудні 1991 року до влади прийшов новий прем'єр-міністр Пол Кітінг. На знак поваги до служби Гейдена Австралії, звичайний термін генерал-губернатора в п'ять років було продовжено до семи.
На початку свого терміну він став Компаньйоном Ордена Австралії, щоб виконувати обов'язки генерал-губернатора як канцлера і головного Компаньйона ордену. Однак раніше він говорив, що ніколи не прийматиме жодних нагород. У 1990 році він отримав почесний ступінь доктора юридичних наук Університету Квінсленду.
Генерал-губернатор зазвичай є головним скаутом Австралії. Гейден відмовився від цього на підставі свого атеїзму, несумісного з клятвою скаута. Замість цього він був «національним покровителем» Асоціації скаутів.

### У відставці
Після виходу на пенсію з посади генерал-губернатора Гейден і далі робив свій внесок в обговорення державної політики Австралії. У 1996 році Рада австралійського гуманістичного суспільства визнала його. Як член ради журналу «Quadrant» він особисто написав некролог з приводу смерті редактора Падрика Макґіннесса у 2008 році. Він також і далі публікував свої думки, коментарі в інших журналах і газетах Австралії про поточні соціальні, економічні та політичні питання, включаючи і закордонні справи.
У 2007 році на 45-й конференції відділення Лейбористської партії Австралії в штаті Квінсленд, Гейден став довічним членом партії.
Помер 21 жовтня 2023 року у віці 90 років.